# Östliche Seespitze
L'Östliche Seespitze est une montagne qui s’élève à 3 416 m d’altitude dans les Alpes de Stubai, en Autriche.